# Vel’s Parnelli Jones Racing
Vel’s Parnelli Jones Racing, conhecida simplesmente por Parnelli ou VPJ, foi uma equipe norte-americana de Fórmula 1. Foi fundada em 1969 pelo ex-piloto Parnelli Jones e por Velko "Vel" Miletich.
Disputou as temporadas de 1974, 1975 e 1976, tendo como piloto o campeão de 1978, Mario Andretti. Conquistou 6 pontos em seu total, uma volta mais rápida (no GP da Espanha de 1975) e a melhor colocação nos construtores foi um 10° lugar, também em 1975, com cinco pontos. Competiu também no antigo campeonato da USAC (precursor da CART), vencendo as edições de 1970 (com Al Unser), 1971 e 1972 (ambos com Joe Leonard).